# Coleophora limosipennella
Coleophora limosipennella là một loài bướm đêm thuộc họ Coleophoridae. Nó được tìm thấy ở châu Âu.
Sải cánh dài 10–13 mm. Con trưởng thành bay từ tháng 6 đến tháng 7 tùy theo địa điểm.
Ấu trùng ăn Ulmus, và supposedly also on Alnus và Betula.

## Hình ảnh

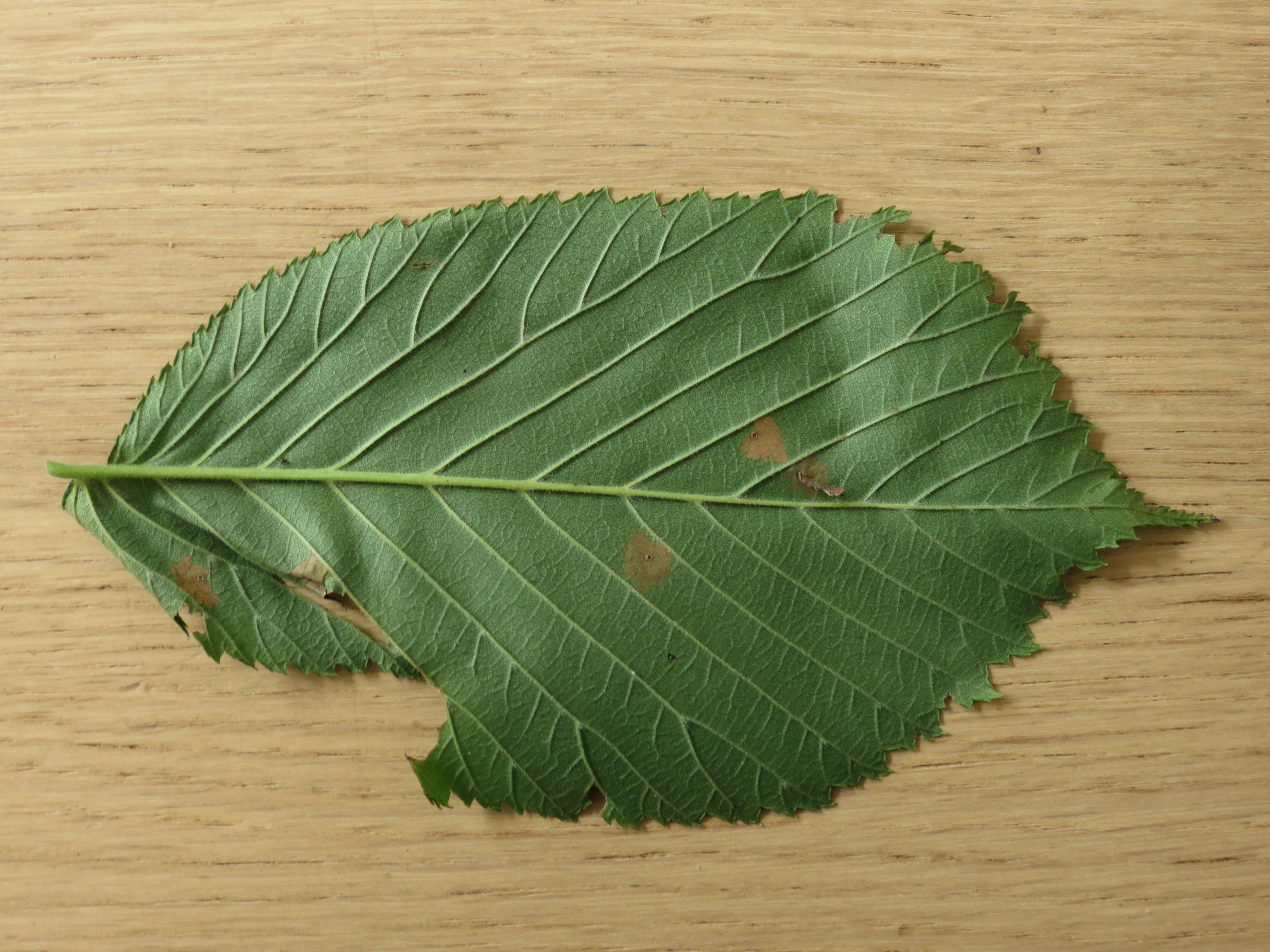
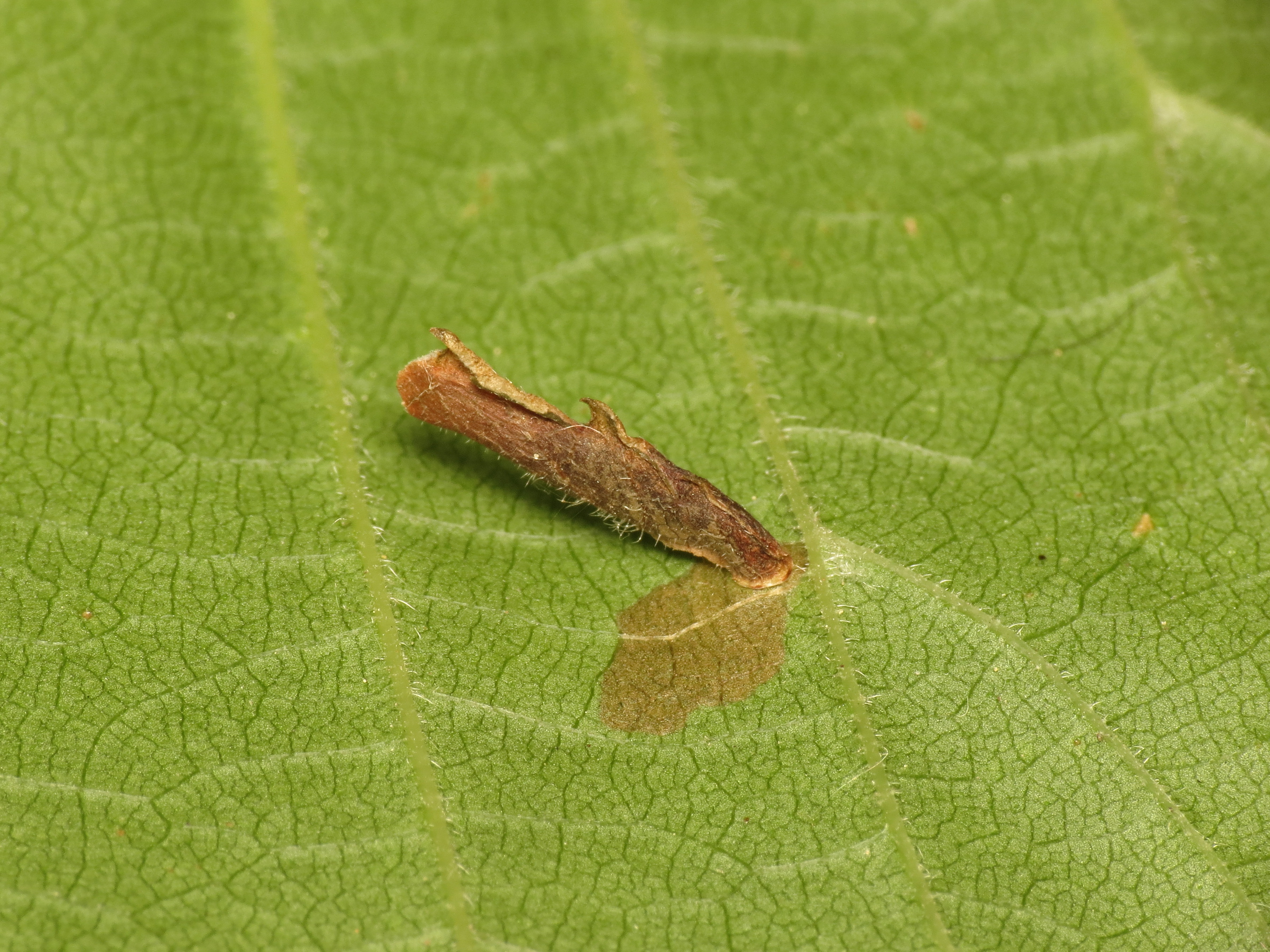
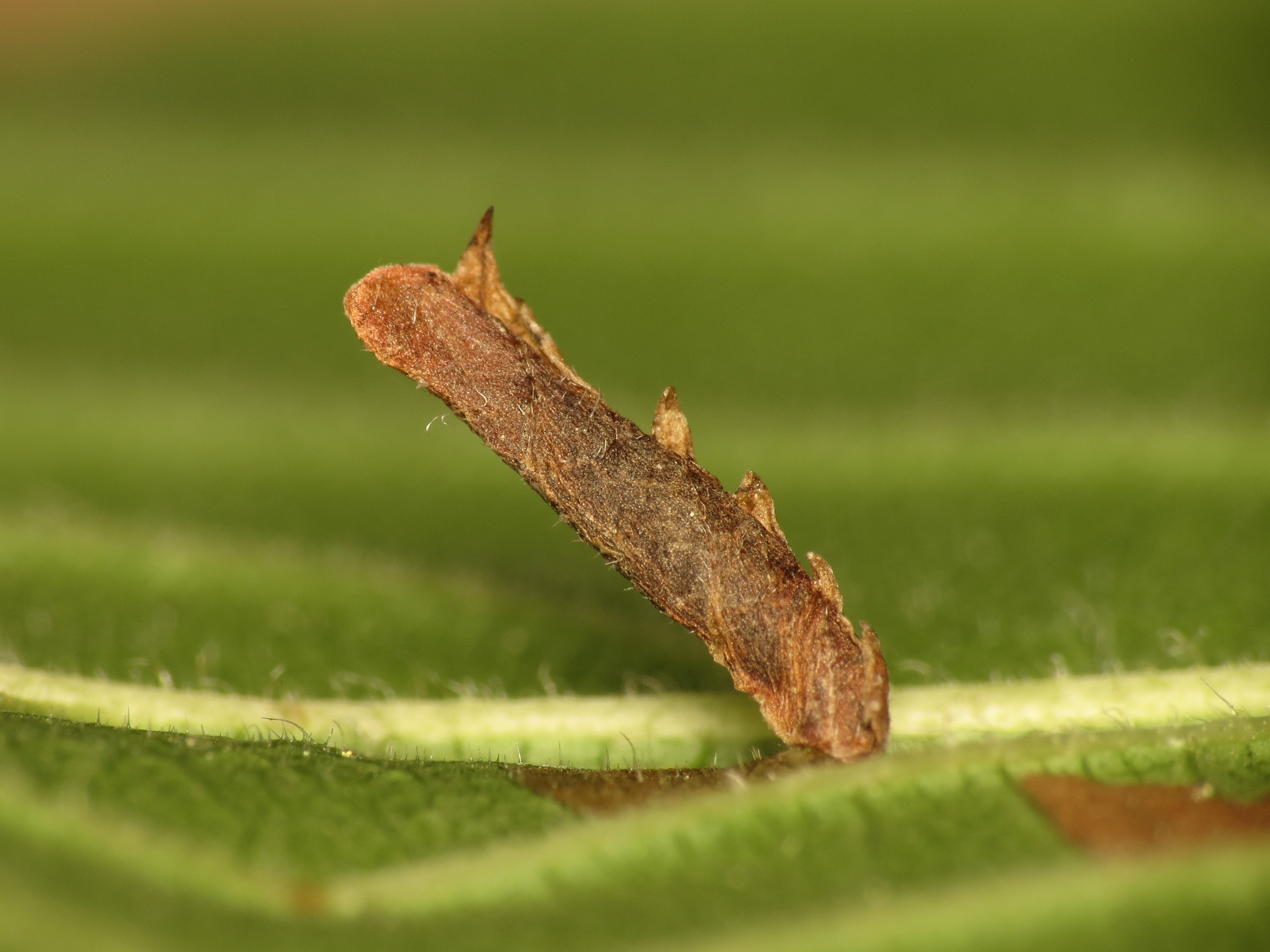
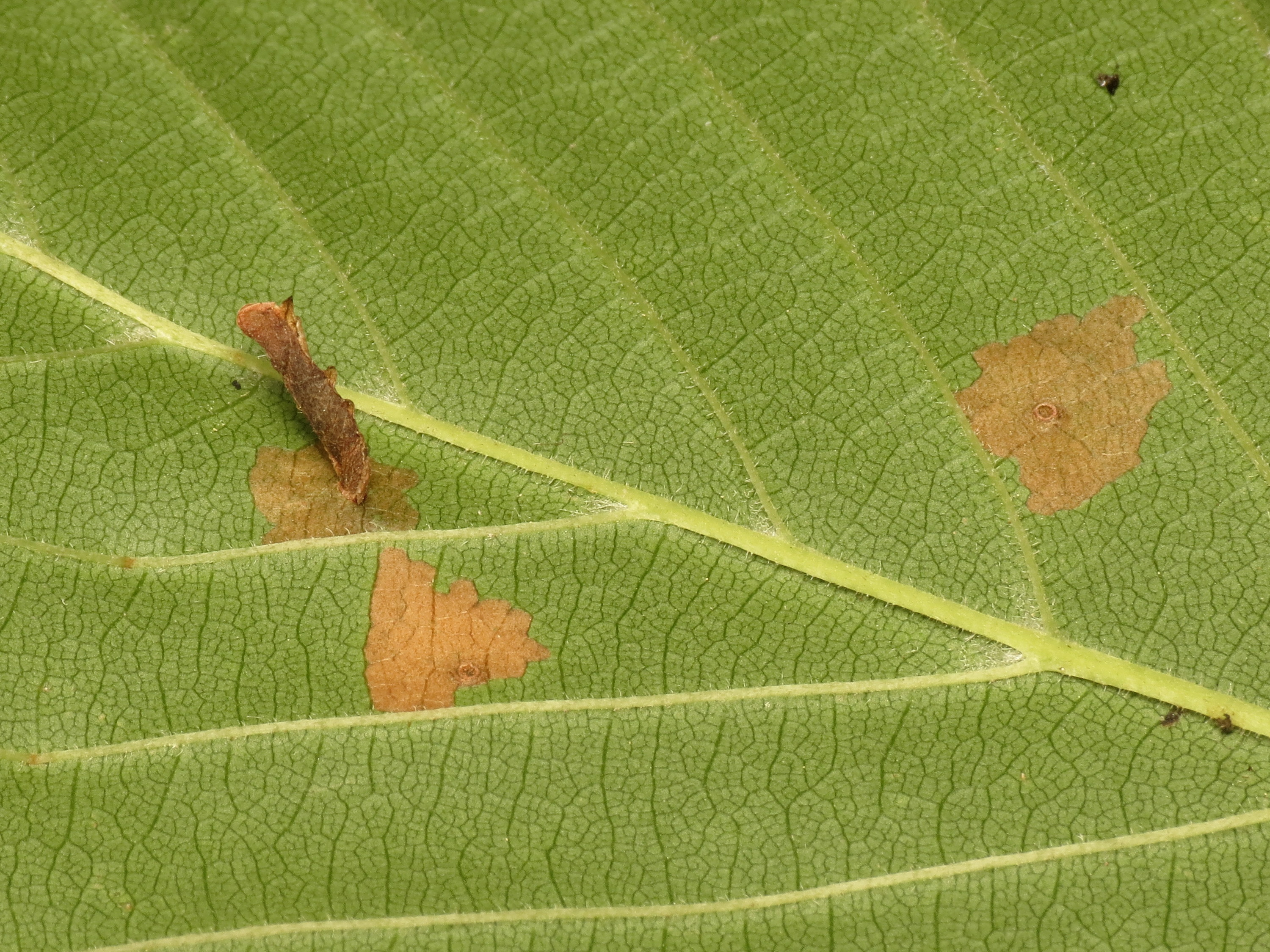